# Kvarnberget, Göteborg

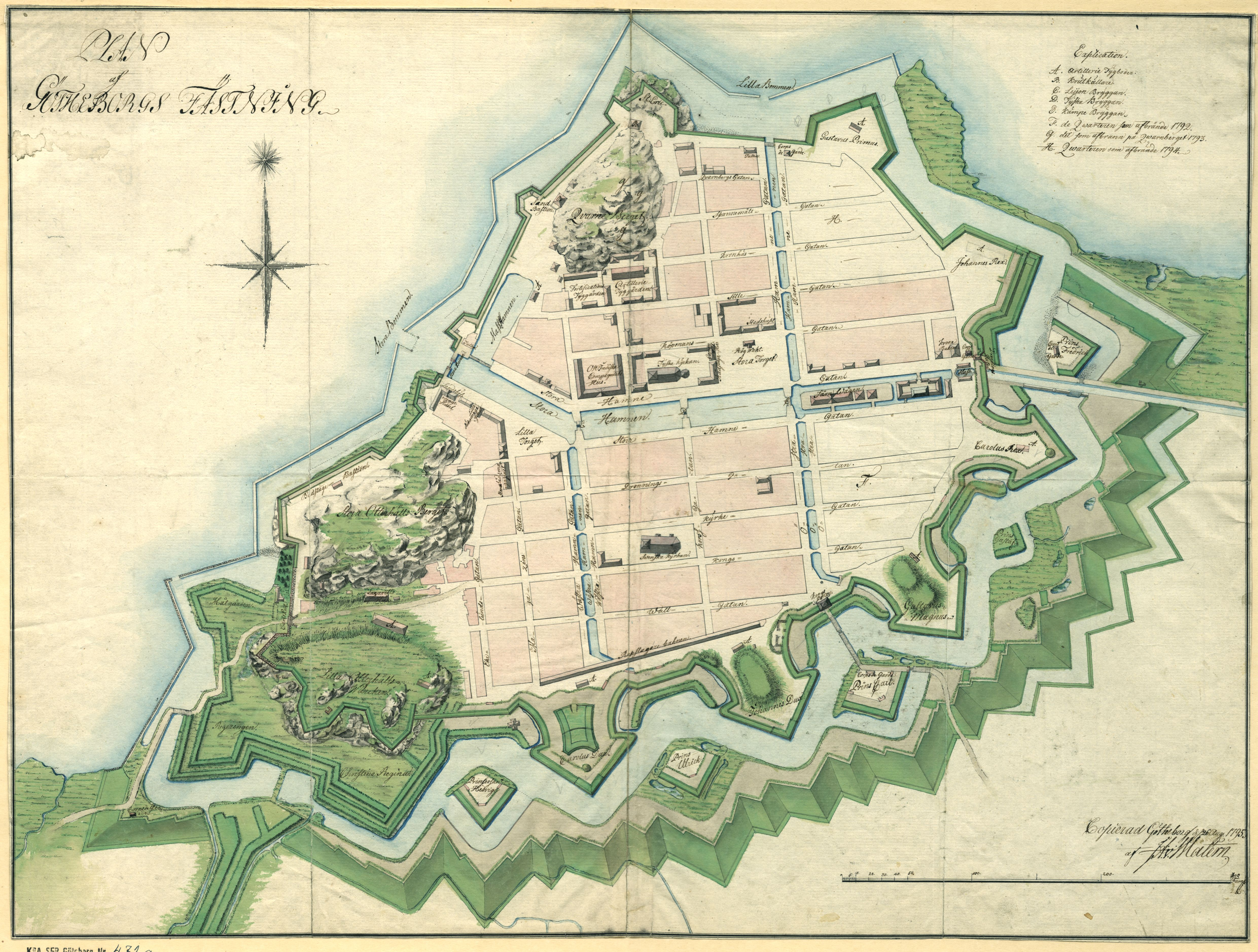
Göteborgs stadsfästning med sina tre berg. Kvarnberget ligger längst i norr i Nordstaden. I väster ligger Otterhällan och i sydväst är Kungshöjd beläget. Källa: Karta från 1795 i Krigsarkivet.

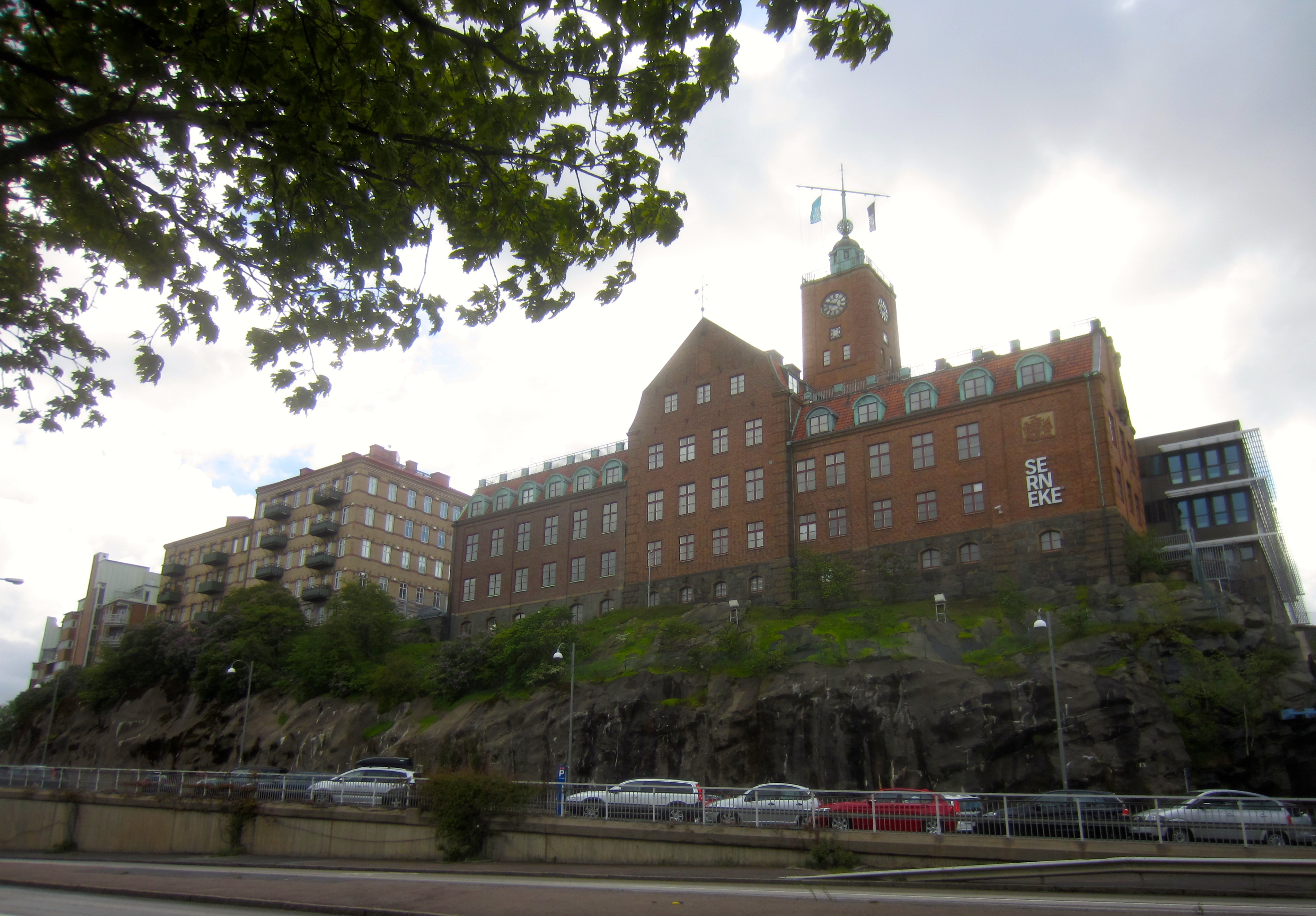
Kvarnberget sett från Packhusplatsen.

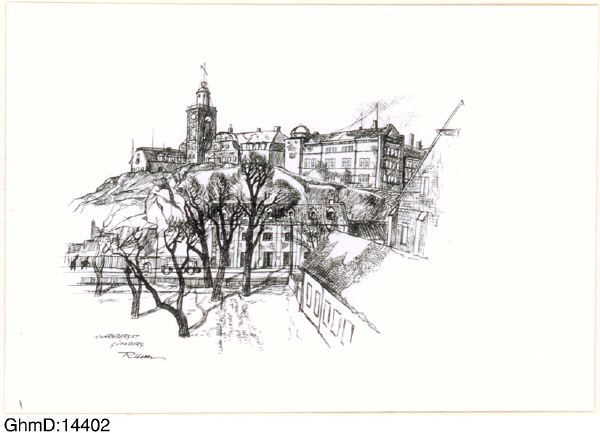
Navigationsskolan (till vänster) och Kvarnbergsskolan (till höger) uppe på Kvarnberget, teckning av Richard Holmström från 1947.

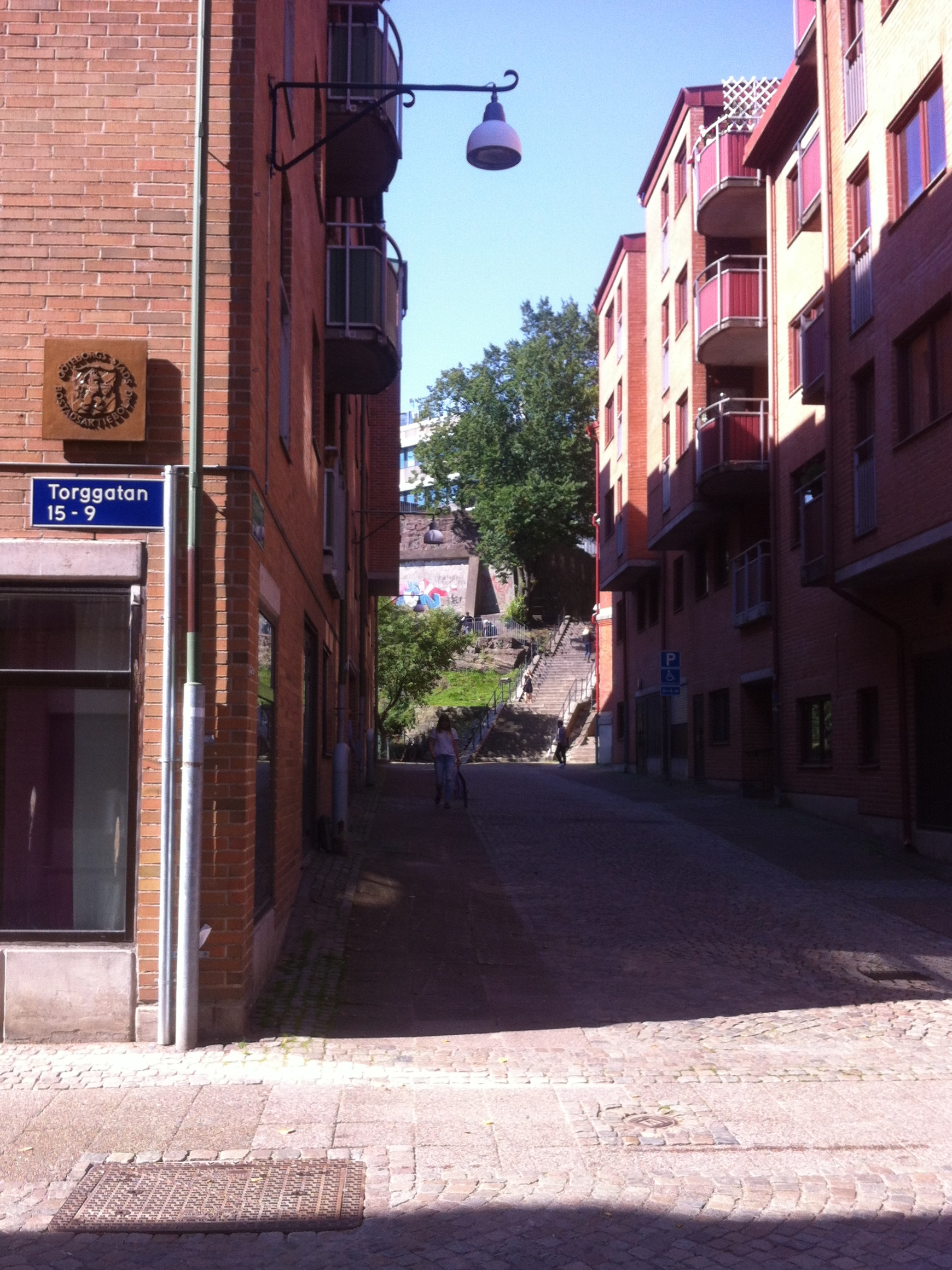
Hörnet av Torggatan 9 och Spannmålsgatan 5 från 1979. I fonden Övre Spannmålsgatan och Kvarnberget. Där ligger numera ett hus från 1972 istället för den tidigare Kvarnbergsskolan.

Kvarnberget, Göteborg är beläget i Nordstaden, norr om Stora Hamnkanalen, i centrala Göteborg. Det är det norra berget av de tre bergen inom den ursprungliga stadsfästningen Göteborg. De två andra är Otterhällan och Kungshöjd, belägna söder om Stora Hamnkanalen.  

## Historik och beskrivning
Före det som idag kallas Kvarnberget i Nordstaden fanns ett annat Kvarnberg på Hisingssidan. Det bildade då centrum i det Göteborg, som Karl IX anlade 1607. 
På berget i Nordstaden fanns det under 1600-talet två kvarnar, som till "stadens märkeliga nytta" uppfördes omkring 1620. Här skulle göteborgarna kunna mala säd utan att resa till kvarnarna vid Mölndalsfallen. Den ena kvarnen kallades "Gamla stadskvarnen" och fanns kvar vingbruten ända till 1830. Ungefär samtidigt byggdes två väderkvarnar mellan Fattighusån och Mosaiska församlingens gamla begravningsplats. På ett kopparstick ur Erik Dahlberghs monumentalverk Suecia antiqua et hodierna ser man i höjd med stadens kyrktorn en väderkvarn avteckna sig mot himlen. Det är en av kvarnarna på Kvarnberget. På en plan från cirka 1622 anges Kvarnberget som Lilla Otterhällan (Othrelle) och de båda bergen, Otterhällan och Kungshöjd, benämndes Stora Otterhällan. Byggmästare Jakob Feigel omnämns 1713 när han pantsatte en ny väder- och hästkvarn i bastionen S:t Erik.
Området började användas till bostäder först på 1700-talet. Då hängde de två kvarteren Mjölnaren och Kvarnberget ihop och var oregelbundet bebyggda med låga trähus. En smal väg korsade kvarteren från norr till söder. Efter branden 1793 fick kvarteren i stort sin nuvarande storlek och ett par små stenhus byggdes längs med Kvarnbergsgatan. 
| ”                                                       | "Mitt på dagen d. 10 april 1793 utbröt elden i lavettmakaränkan Rosenlövs arvingars hus på Kvarnberget och inom 6 timmar voro så gott som alla bergets åbyggnader förvandlade till aska, d.v.s. omkring 65 hus. Genom kungligt brev 1793 26/8 och 1793 5/9 påbjöds, att Kvarnberget nu skulle bebyggas med grundmurade 1-vånings stenhus och hänvisades till förmånerna enligt kunglig förklaringen av 1757 19/1." | „ |
| – Studier i Göteborgs byggnadshistoria före 1814 (1923) | |   |

Ännu på 1880-talet var kvarteren lågt exploaterade, men omkring 1890 indelades området i fyra lika stora tomter, som köptes av byggmästare August Almqvist (1856–1916). Han lät 1903–04 uppföra fyra likartade bostadshus av tegel. Den branta terrängen gav olika gårdar med stora nivåskillnader. Husen mot hamnen fick båda flacka sadeltak, medan de två husen längs Kvarnbergsgatan utformades med branta brutna tak. Alla fyra hade ursprungligen jugendinspirerade fönster med smårutsindelade överbågar. På 1930-talet moderniserades alla bostadslägenheterna med wc. I övrigt gjordes inga väsentliga förändringar förrän på 1970-talet. Då övertog Göteborgs Stads Bostads AB några fastigheter, som byggdes om.

## Galleri

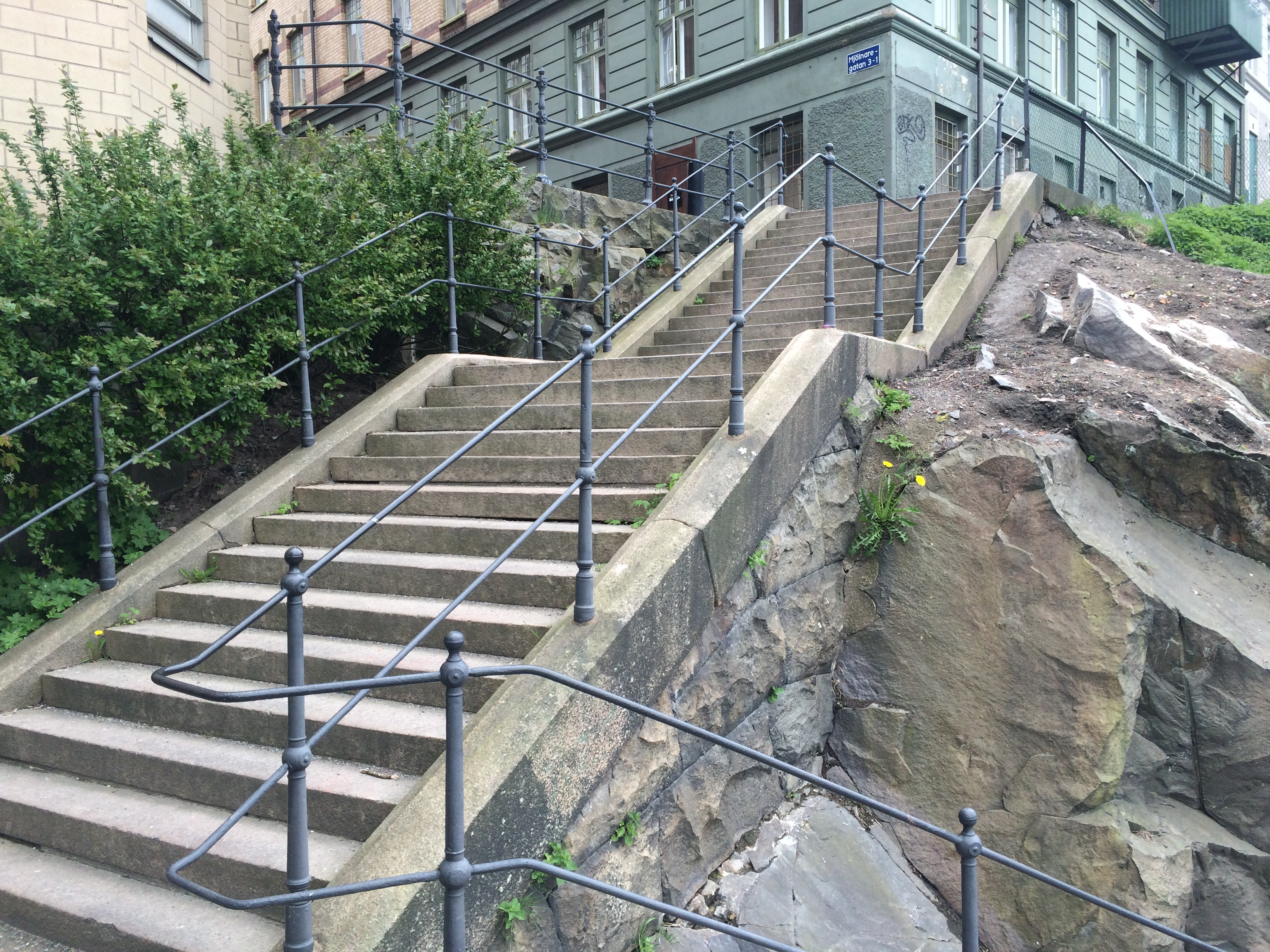
Trappa med smidesjärnsräcke från Sankt Eriksgatan upp till Mjölnaregatan på Kvarnberget. Till vänster kvarteret Mjölnaren, till höger kvarteret Kvarnberget.
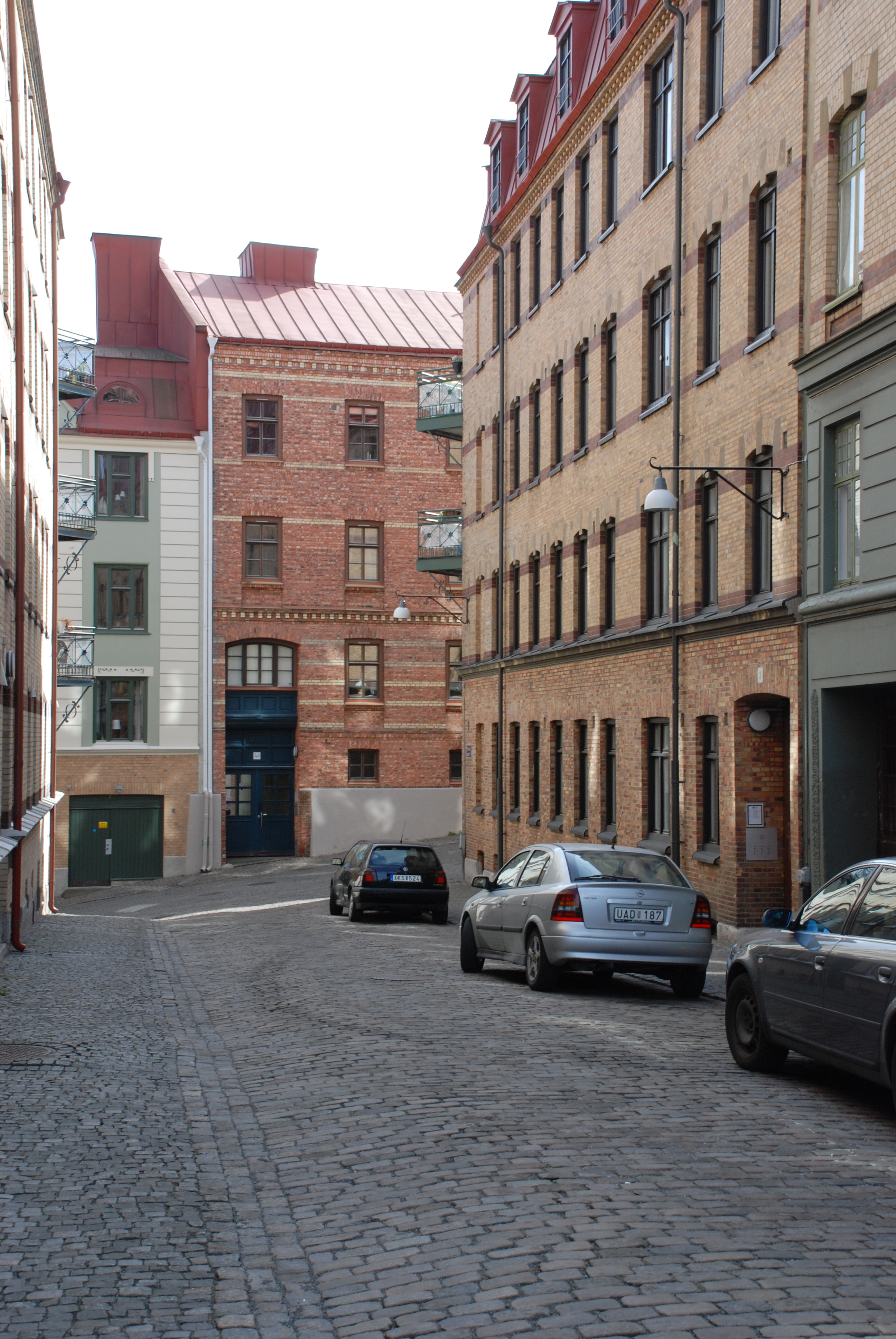
Mjölnaregatan på Kvarnberget i Västra Nordstaden i riktning mot Kvarnbergsgatan.
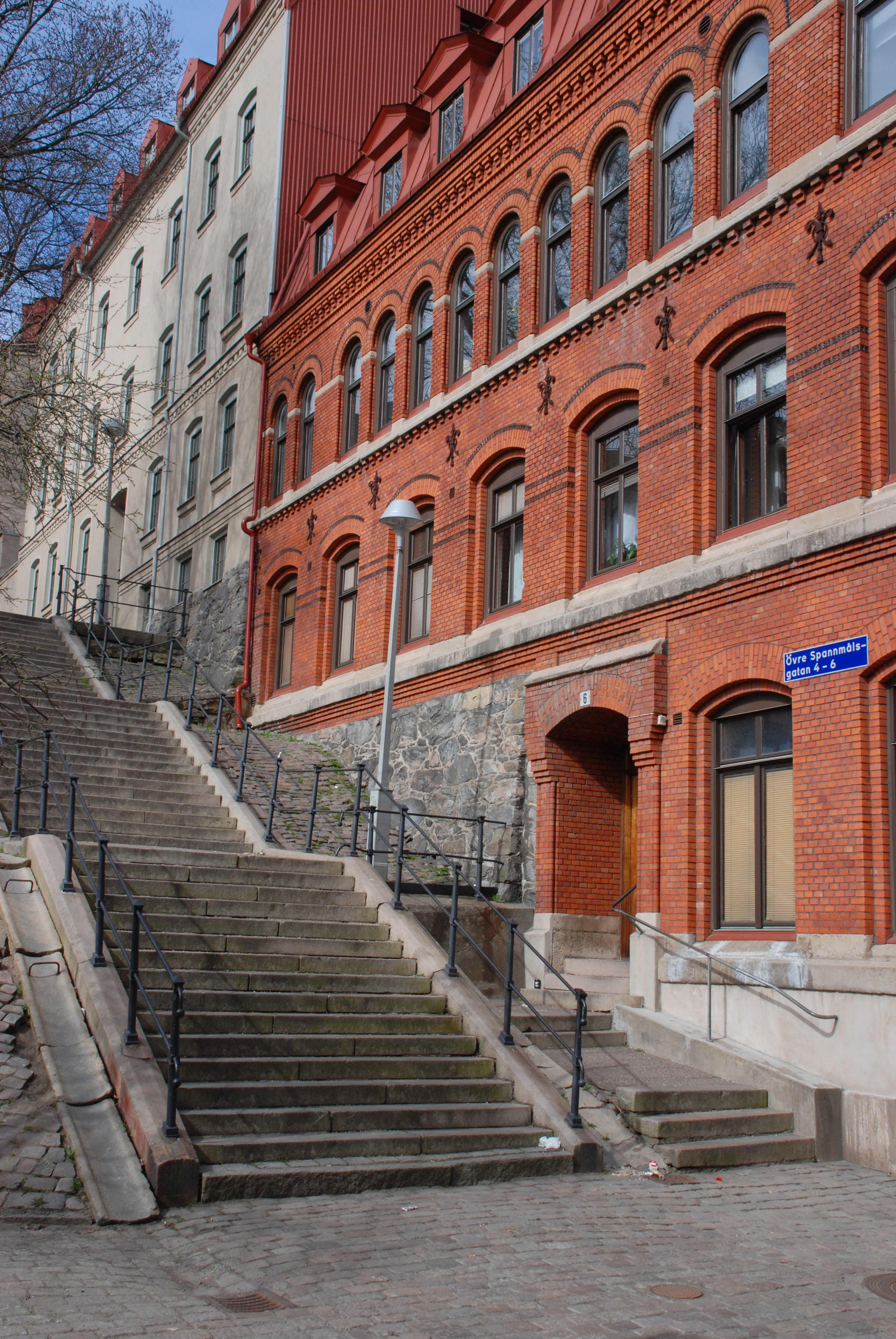
Övre Spannmålsgatan leder upp för Kvarnberget österifrån.
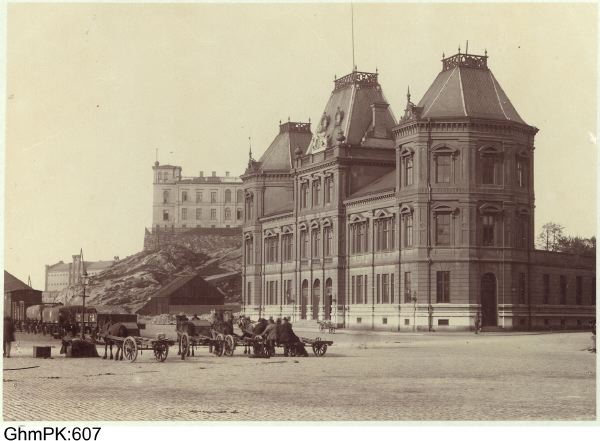
Posthuset vid Packhusplatsen med Kvarnberget i bakgrunden. Foto av Aron Jonason efter 1873.